# Piżmaczek wiosenny
Piżmaczek wiosenny (Adoxa moschatellina) – gatunek rośliny należący do rodziny piżmaczkowatych. Jest szeroko rozprzestrzeniony w strefie klimatu umiarkowanego na półkuli północnej. W Polsce jest rozpowszechniony. Rośnie na żyznych próchnicznych glebach, zwykle w lasach. Roślina zakwita wczesną wiosną i w tym czasie, ze względu na charakterystyczny wygląd, jest łatwa do rozpoznania. Zwykle do końca czerwca nie ma już jednak po niej śladu na powierzchni ziemi. 
Zwyczajowa nazwa rośliny pochodzi od wydzielanego zapachu piżma. Gatunek ten nie ma znaczenia użytkowego, co zresztą ujęte jest w naukowej nazwie rodzajowej utworzonej z greckiego słowa ádoxos tłumaczonego jako „bez znaczenia, bezużyteczny”.

## Rozmieszczenie geograficzne
Piżmaczek wiosenny występuje w całej Europie, w części Ameryki Północnej, znacznej części Azji oraz w północno-zachodniej Afryce (w Maroku). W Europie zachodniej zwarty zasięg gatunku obejmuje Pireneje, Francję i Wielką Brytanię. W środkowej części Półwyspu Iberyjskiego ma pojedyncze stanowiska, podobnie w Irlandii. Nie rośnie na Islandii i w północnej Norwegii, ale dalej na wschód obecny jest w rozproszeniu nawet na wybrzeżach Oceanu Arktycznego. Na południu rośnie w Apeninach i górach Półwyspu Bałkańskiego, nie sięgając jednak Grecji. Na wschodzie poprzez całą Rosję sięga po Daleki Wschód, w tym do środkowej i północnej Japonii. Zasięg na terenie Syberii jest przerywany, a dalej na południu występuje wyspowo w górach – bardzo rzadko na Kaukazie, liczniej w górach Azji Środkowej po Himalaje włącznie. W Ameryce Północnej rozproszony jest wzdłuż Kordylierów po Nowy Meksyk na południu, poza tym rośnie w środkowej części kontynentu po Illinois, na wschodzie rzadko obecny jest w stanie Nowy Jork.
W Polsce jest gatunkiem rodzimym. Występuje na całym terytorium, w wielu obszarach jest pospolity, rzadziej spotykany w rejonie Borów Dolnośląskich, Górnego Śląska i Polski północno-wschodniej. Roślina niepozorna, z drobnymi kwiatami, krótko kwitnąca i dlatego często bywa niezauważana.

## Morfologia

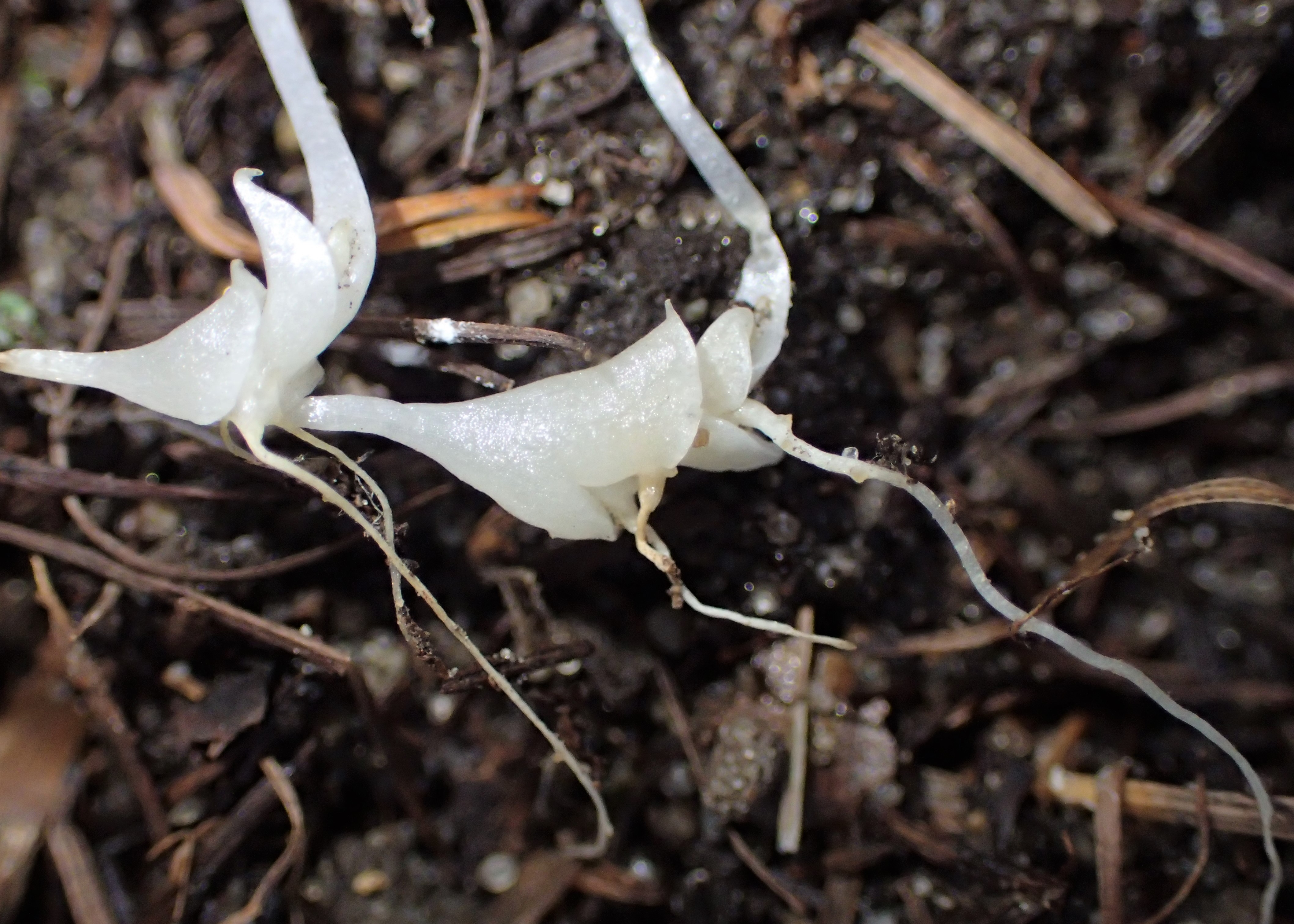
Kłącze piżmaczka wiosennego

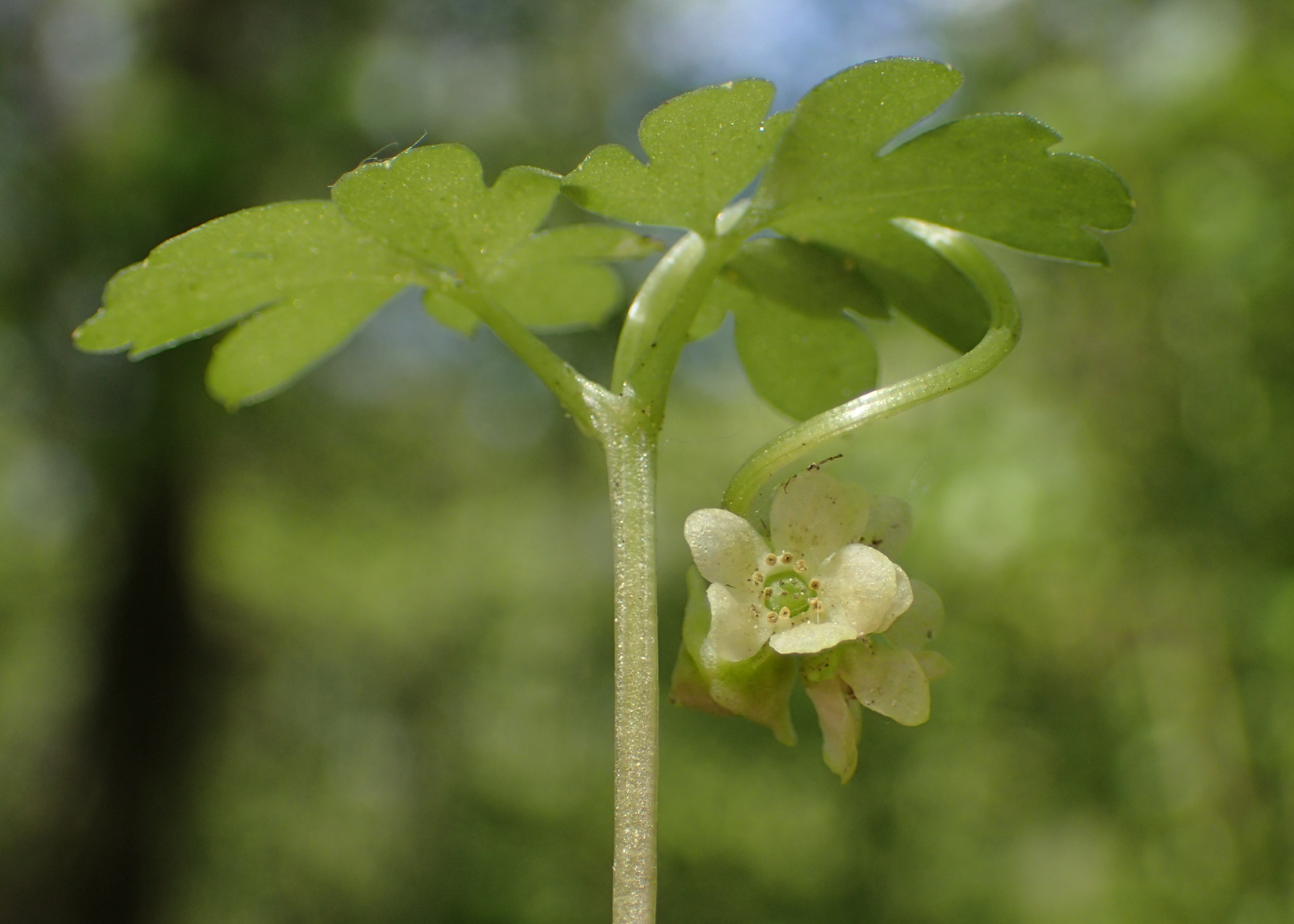
Po kwitnieniu kwiatostan rośnie ku ziemi

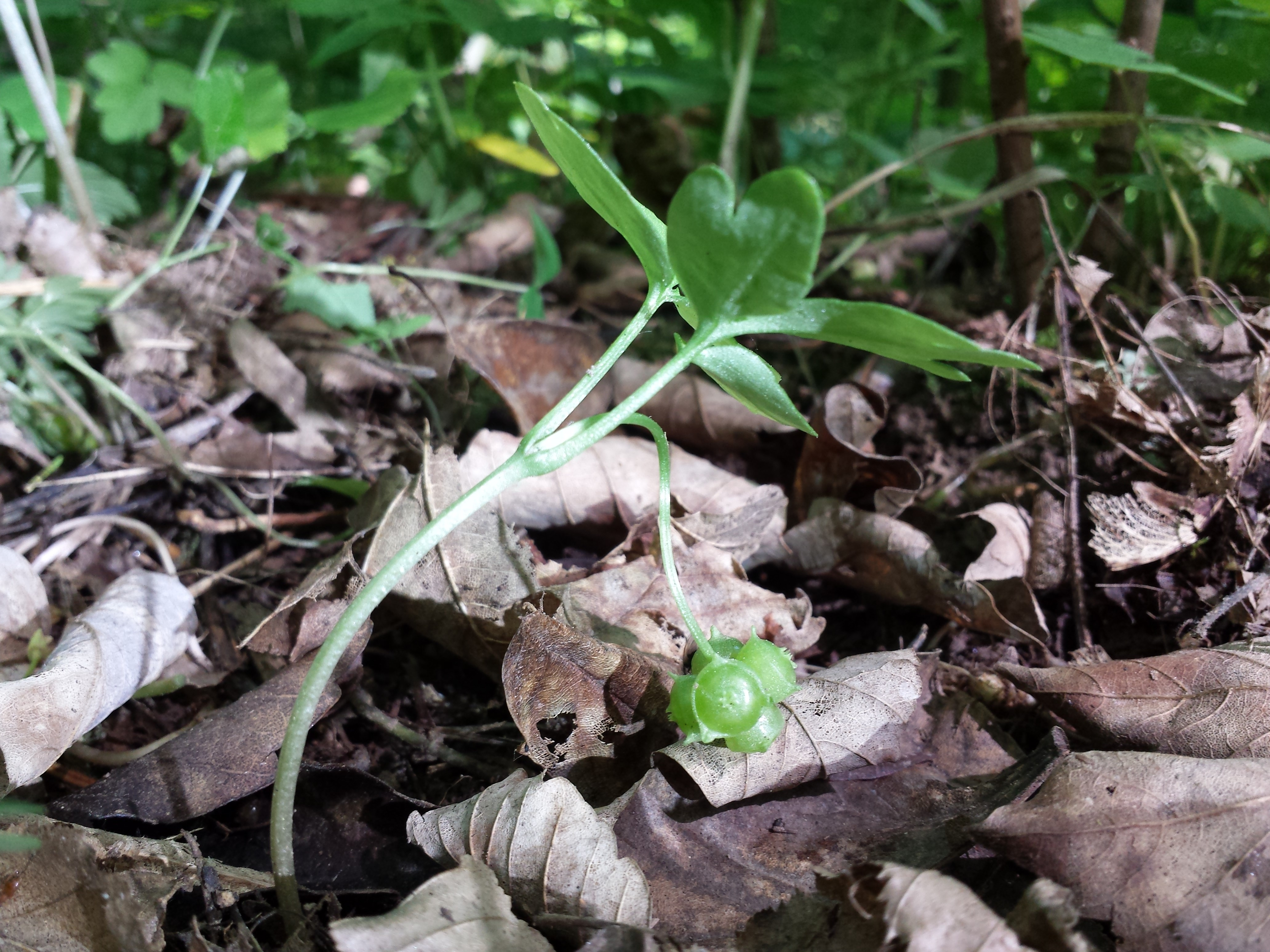
Owocujący piżmaczek wiosenny

PokrójNaga roślina zielna, kłączowa, tworząca od jednego do trzech liści odziomkowych i pęd kwiatonośny z dwoma (rzadziej jednym) liściem łodygowym. Łodyga nierozgałęziona, prosto wzniesiona do 5-15 cm, z dwoma tylko liśćmi (rzadko z jednym) i pojedynczym kwiatostanem na szczycie. Z jednego kłącza wyrasta od jednego do kilku, zwykle nie więcej niż 10 pędów kwitnących. W czasie kwitnienia roślina charakterystyczna i łatwa do rozpoznania.
KłączePełzające tuż pod powierzchnią gruntu, węzłowato zgrubiałe, białe. Pokryte jest mięsistymi łuskami. Wypuszcza długie, zgrubiałe na końcu rozłogi, za pomocą których rozmnaża się wegetatywnie. Kłącze osiąga od 2,5 do 25 cm długości, wyjątkowo do ponad 60 cm długości.
Liście1-3 długoogonkowe liście odziomkowe (ogonki liściowe mają 4–9 cm długości). Są one pojedynczo lub podwójnie 3-sieczne, a każdy odcinek jest nierówno 3-klapowy. Dwa wyrastające naprzeciwlegle liście łodygowe (wyrastają w połowie jej wysokości lub nieco wyżej) są podobnie pojedynczo lub podwójnie 3-sieczne i różnią się tym, że są mniejsze i nie tak głęboko wcinane. Blaszki liściowe bardzo delikatne, na spodniej stronie blaszki błyszczące. Końce klap są zaokrąglone i tylko na szczycie bardzo krótko zaostrzone z kończykiem do 0,2 mm długości.
KwiatyPrzeważnie 5 (maksymalnie 9) kwiatów zebranych w główkę na szczycie łodygi. Kwiatostan osiąga 6–10 mm długości i szerokości. Kwiaty są siedzące lub krótkoszypułkowe (szypułki do 1,5 mm długości). Środkowy kwiat jest 4-krotny – ma dwie prostokątne działki kielicha, cztery jajowate płatki korony (czasem 3, 5 lub 6), cztery szyjki słupka i cztery pręciki (czasem błędnie podawana jest liczba 8 pręcików z powodu głębokiego podziału pręcików), pozostałe cztery boczne kwiaty są 5-krotne – mają po trzy działki, pięć płatków (czasem 4 lub 6), pięć słupków i pręcików (czasem błędnie podawana jest liczba 10 pręcików). Wszystkie kwiaty mają żółtozielony, niepozorny kolor. Płatki osiągają do 3 mm długości (cały kwiat ma średnicę 6–8 mm) i w ich górnej części znajduje się poduszeczkowaty miodnik tworzony przez 20–30 wielokomórkowych włosków. Pręciki mają ok. 1 mm długości i kulistawe pylniki; szyjki słupka są nieco krótsze od pręcików i zwieńczone są drobnymi znamionami. Zalążnia jest dolna lub wpół dolna, 4- lub 5-komorowa.
OwocMięsisty, zielony, o średnicy 4–5 mm, podobny do pestkowca i zawierający 3-5 nasion. W czasie owocowania szypułka skręca się i kieruje w dół. Nasiona elipsoidalne lub jajowate z szerokim skrzydełkiem otaczającym je na obwodzie i silnie bocznie spłaszczone. Osiągają 2,4–2,8 mm długości i 1,7–2 mm szerokości. Mają kolor żółtobrązowy.

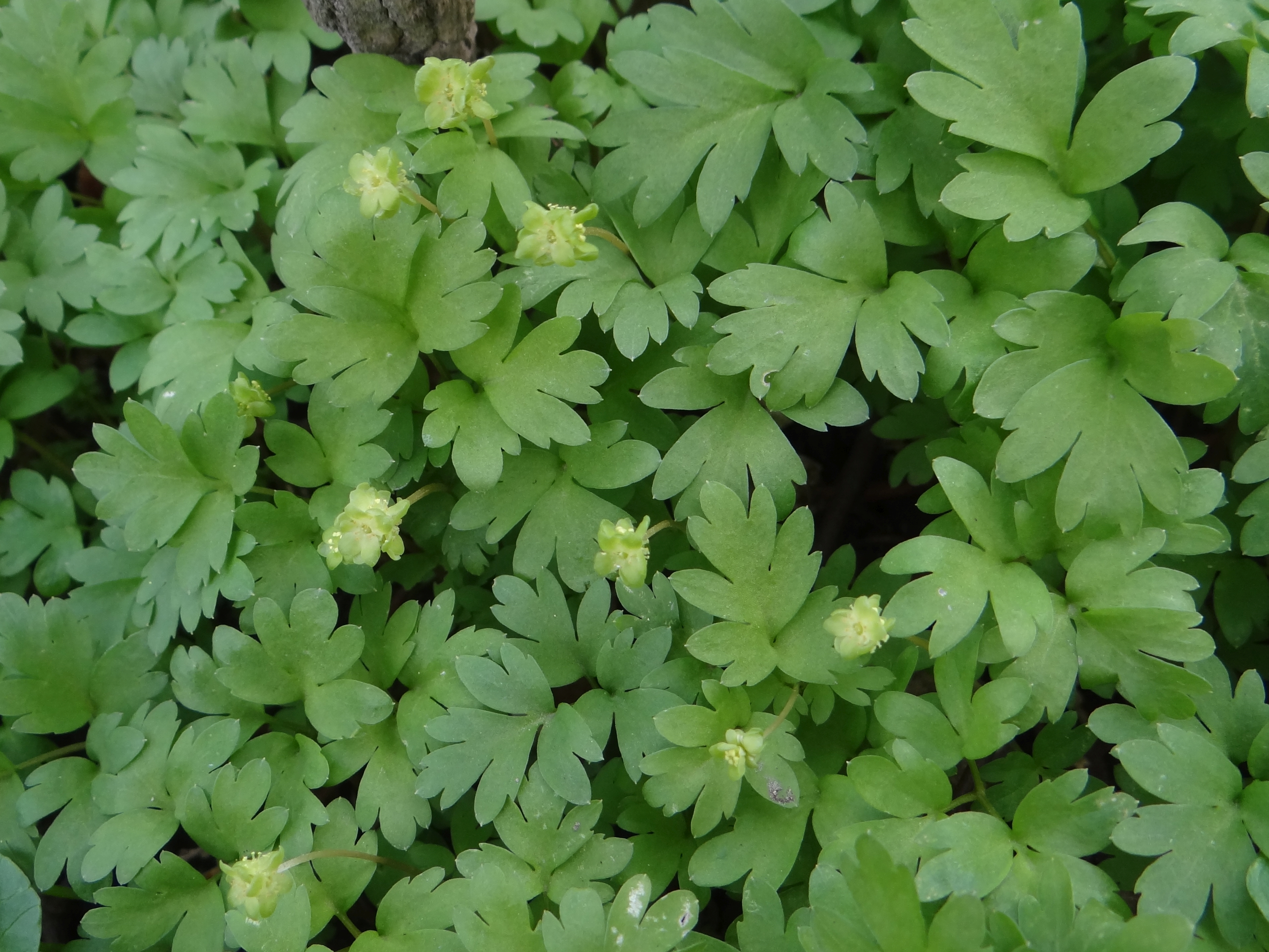
Płat piżmaczków
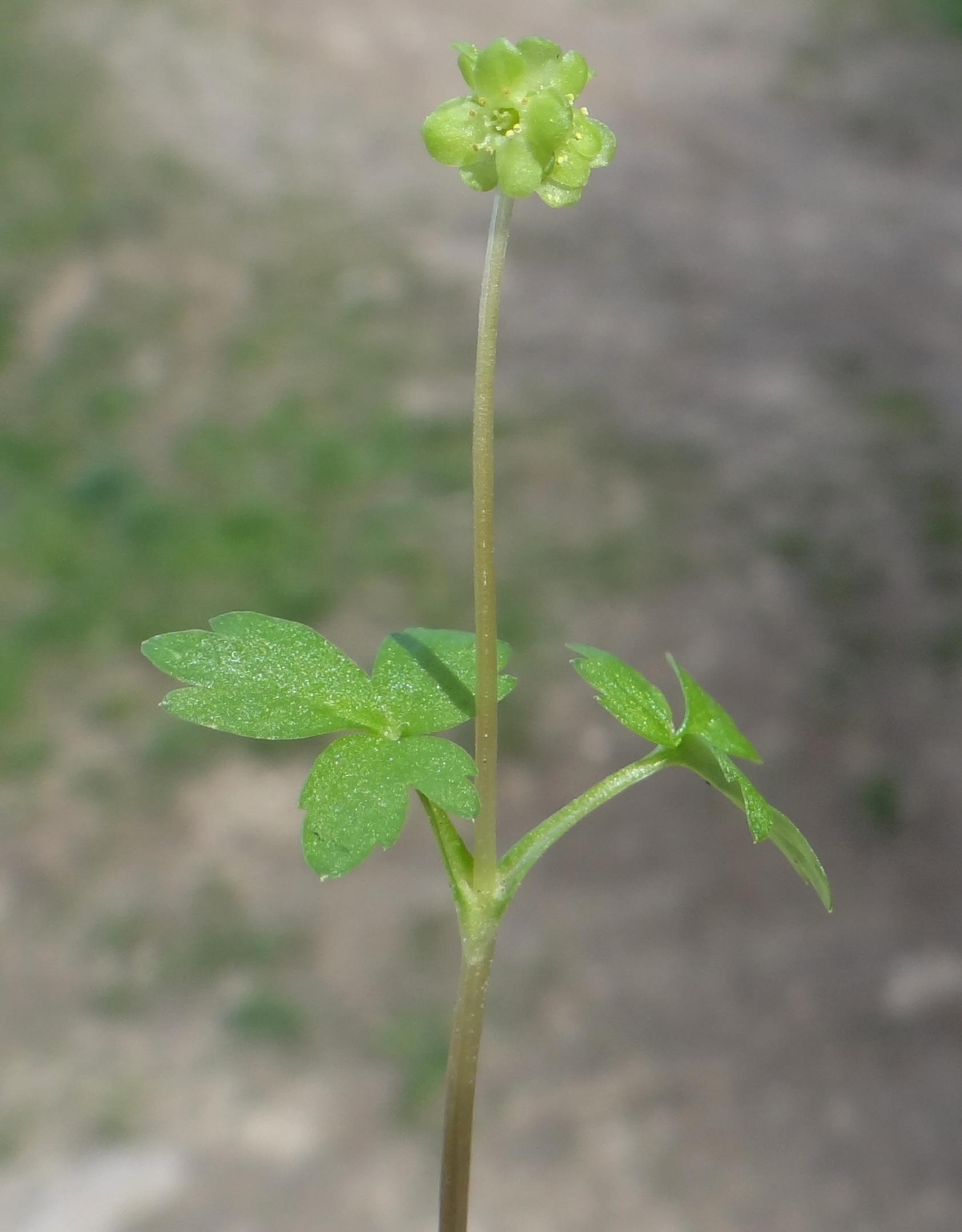
Kwitnący pęd
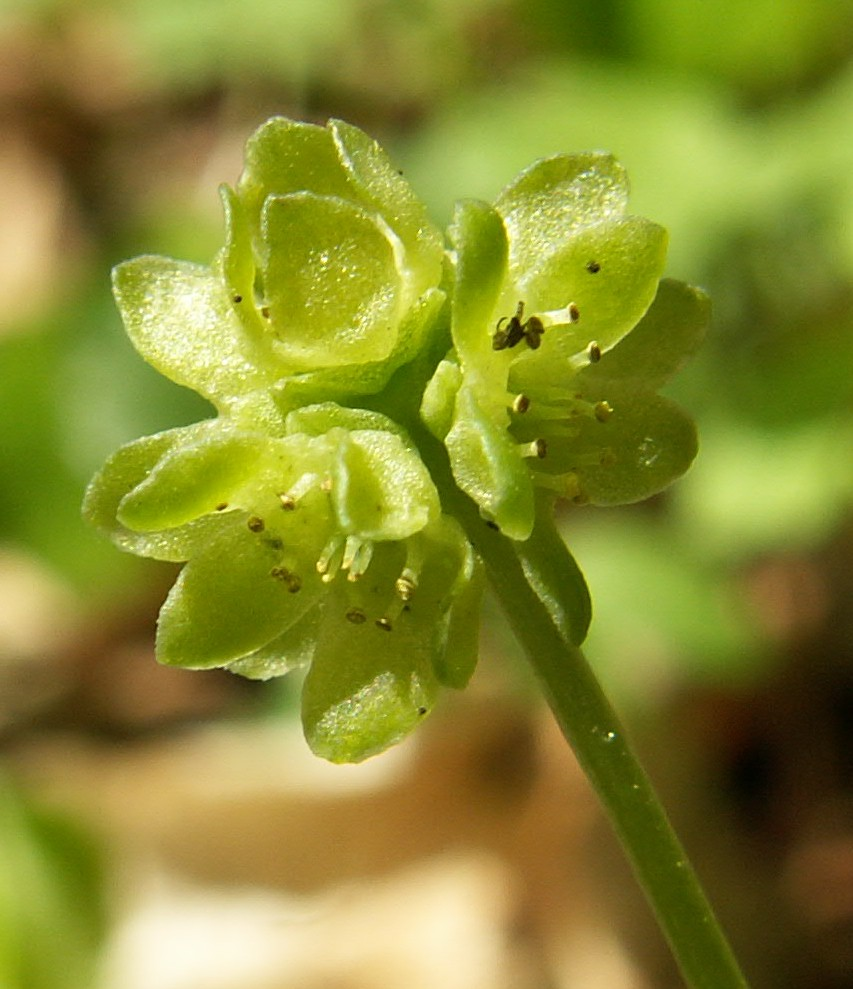
Główka kwiatowa
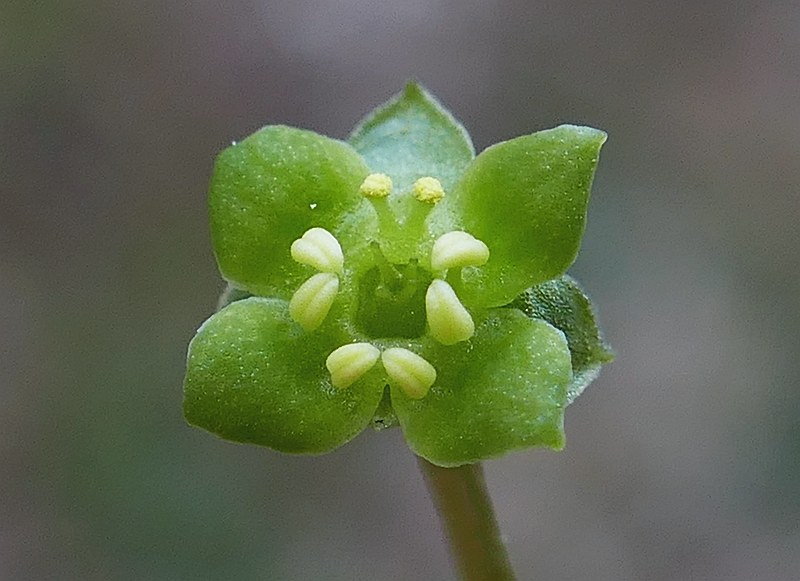
Kwiat
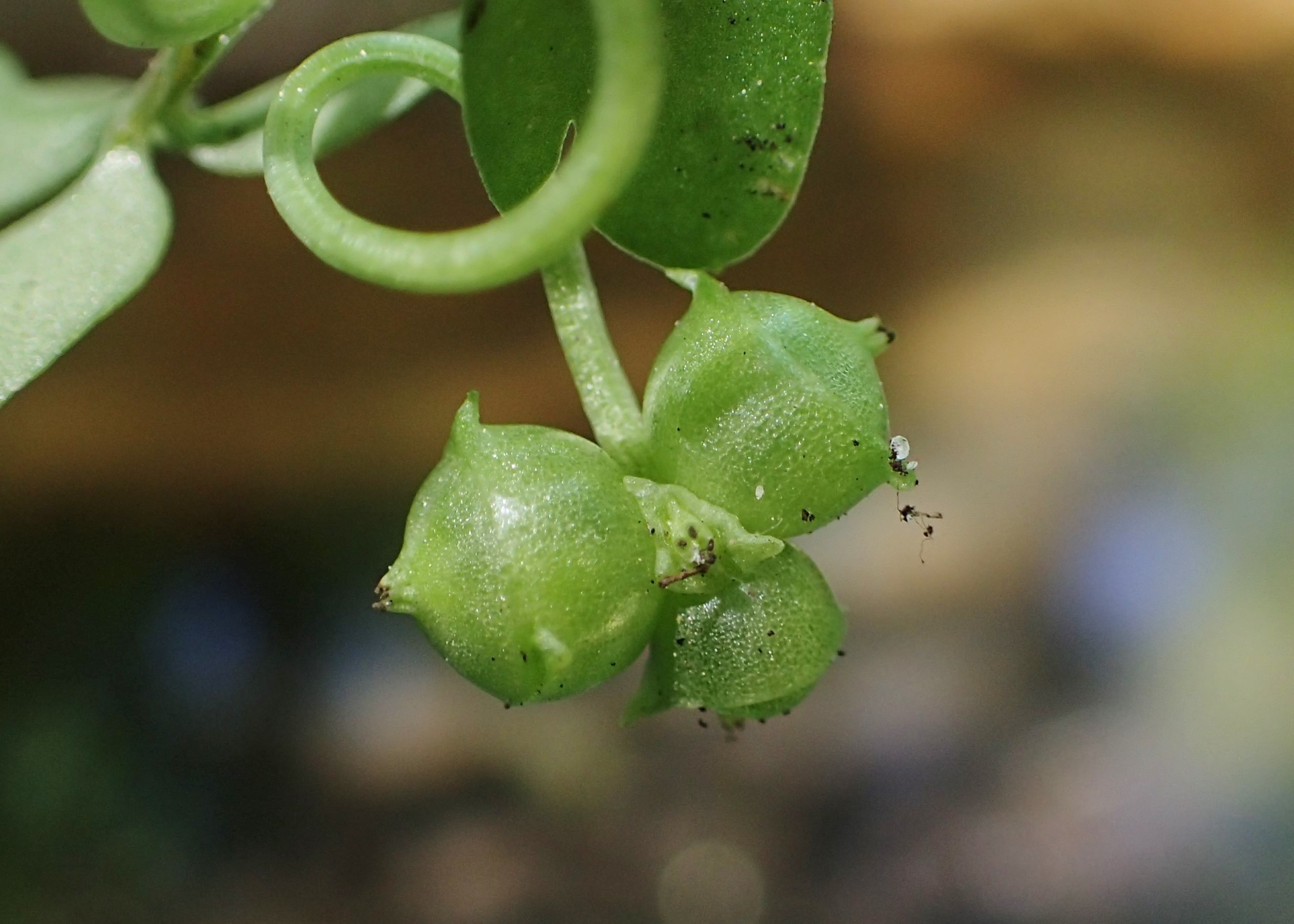
Owoce

## Systematyka
Gatunek należy do rodzaju piżmaczek Adoxa, który przez długi czas był uznawany za takson monotypowy. Roślina intrygowała botaników z powodu niejasnego pokrewieństwa i klasyfikowana była w obrębie lub blisko rozmaitych rodzin (araliowatych Araliaceae, przewiertniowatych Caprifoliaceae, dymnicowatych Fumariaceae, jaskrowatych Ranunculaceae i skalnicowatych Saxifragaceae). Jej bliskie pokrewieństwo z rodzajem bez Sambucus dowiedzione zostało ostatecznie dopiero w 1974 roku na podstawie podobieństwa procesu rozwoju kwiatów, przy czym już w XIX wieku wielu botaników dostrzegało podobieństwa między tymi na pozór zupełnie odmiennymi roślinami. Piżmaczka wyodrębniano często w randze rodziny Adoxaceae, której był jedynym przedstawicielem. W latach 80. odkryto inny gatunek z rodzaju Adoxa, a później kolejne blisko spokrewnione taksony włączano do tego rodzaju lub klasyfikowano w odrębnych rodzajach z tej samej rodziny. Wszystkie te taksony występują we wschodniej Azji.
Adoxa moschatellina jest gatunkiem typowym rodzaju Adoxa.
Rośliny z Himalajów opisane zostały jako odmiana A. moschatellina var. inodora Falc. ex C.B. Clarke. Wyróżniają się one bezwonnymi kwiatami, miały różnić się także występowaniem tylko jednego liścia łodygowego i pojawianiem się 6-krotnych kwiatów, jednak cechy te okazały się zmienne. We Flora of China odmiana ta nie jest wyróżniana i uznawana jest za synonim formy typowej.

## Biologia

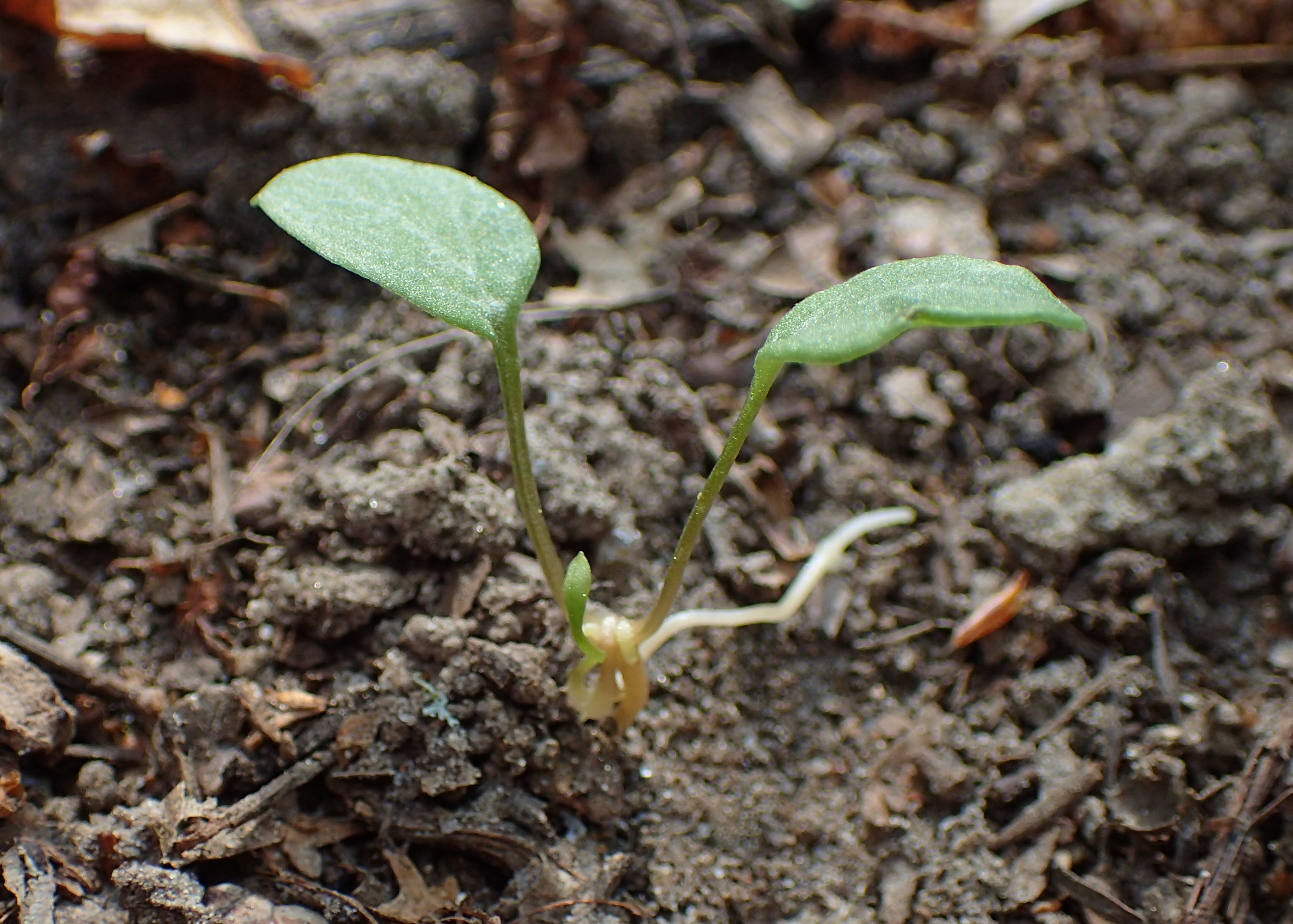
Siewka piżmaczka wiosennego

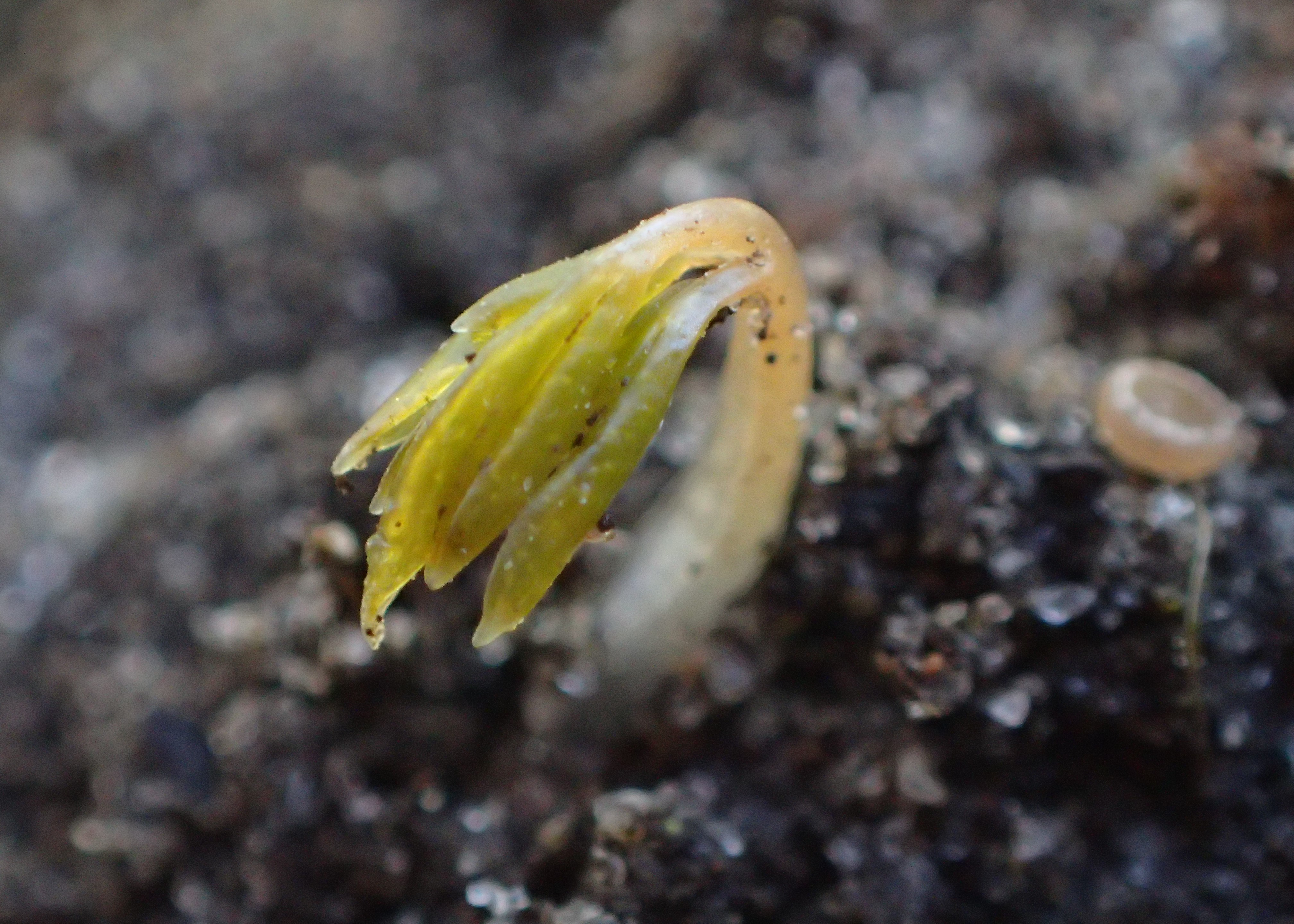
Rozwijające się jeszcze zimą liście odziomkowe piżmaczka

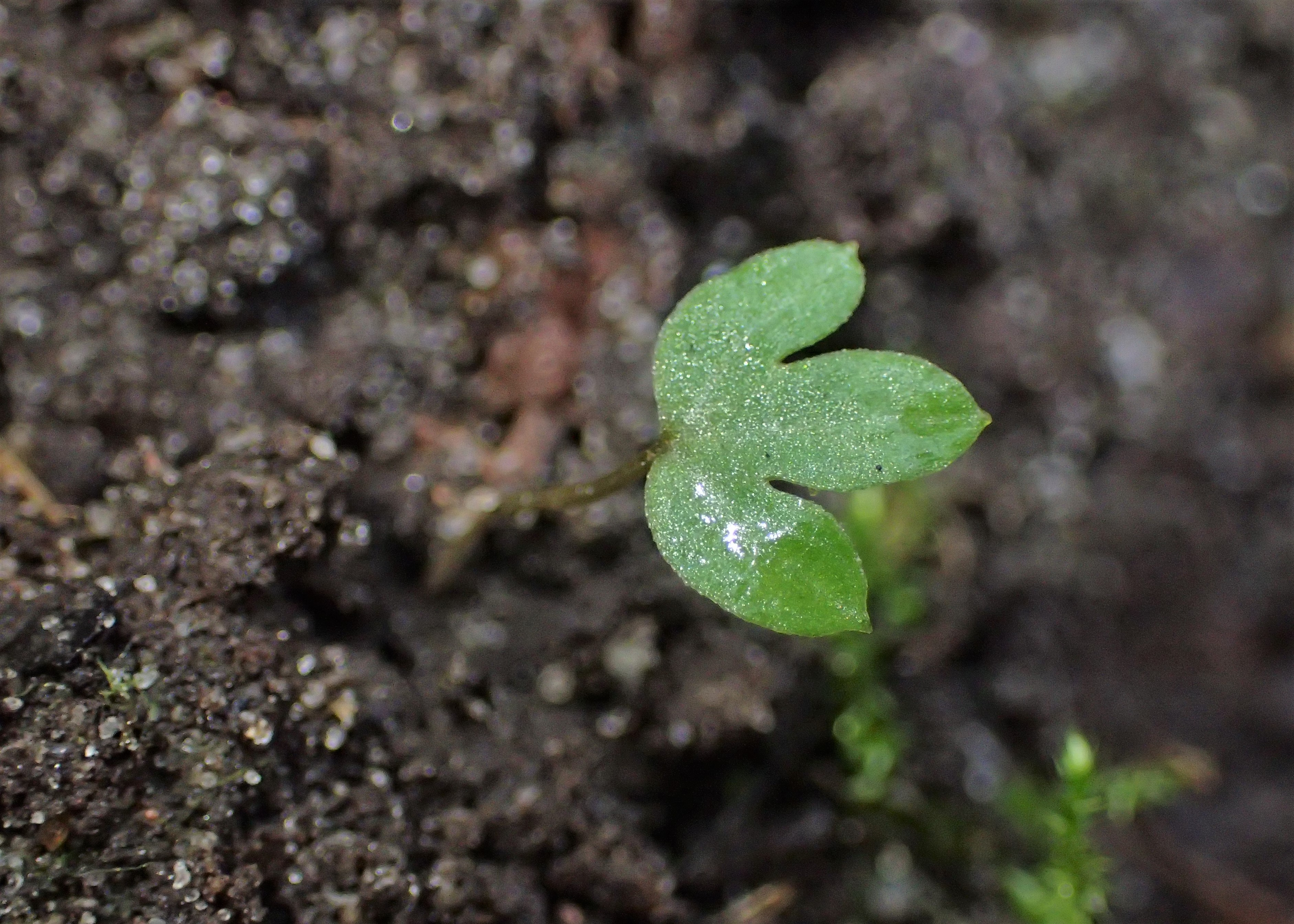
Liść młodociany piżmaczka

RozwójBylina, geofit ryzomowy. Liście odziomkowe i łodyga pojawiają się nad powierzchnią ziemi w końcu stycznia. W lutym formuje się kwiatostan ze zbitymi pąkami kwiatowymi. Przedprątne kwiaty zakwitają w zależności od szerokości geograficznej i wysokości nad poziomem morza od marca do czerwca. Występuje też pewna zmienność w terminach kwitnienia różnych roślin w poszczególnych populacjach. W Europie Środkowej kwitnienia rzadko następuje już w marcu, zwykle w kwietniu i maju. Najpierw otwiera się kwiat szczytowy, a zwykle dwa dni później jedna para przeciwległych kwiatów, zwykle po następnych czterech dniach – kolejna para. Pylniki dojrzewają i pękają zwykle w ciągu trzech dni po otwarciu kwiatu. Po dwóch tygodniach kwitnienia płatki robią się żółte, a po kolejnych dwóch–trzech tygodniach zasychają i otulają zalążnię. Kwiaty zapylane są przeważnie przez drobne owady (muchówki, rzadziej chruściki i sówkowate) wabione nektarem. Jednak jeśli nie nastąpi zapylenie krzyżowe, dochodzi do samozapylenia, po pewnym bowiem czasie pręciki zaginają się do środka, dotykając pylnikami znamienia słupka. Roślina bardzo rzadko wytwarza nasiona, jeśli zaś rośnie w zacienionych miejscach, niemal nigdy nie owocuje. Rozmnaża się głównie wegetatywnie za pomocą kłącza, rozłogów i wzmiankowanych w niektórych źródłach bulwek lub „pączków przetrwalnych” obecnych na kłączach. Rzadkie zawiązywanie nasion wiązane jest z zaburzeniami w przebiegu podziałów mejotycznych, co skutkować ma także występowaniem aposporii. Wskazywana jest też silna presja roślinożerców i patogenów, jako przyczyna tego że do lata (dojrzewania owoców) zwykle utrzymuje się ich nie więcej jak ok. 10%. Nasiona rozprzestrzeniane są przez ślimaki, czemu sprzyja odgięcie łodygi z owocem ku ziemi. Nasiona z odchodów ślimaków kiełkują w 75%. Przesuszenie nasion powoduje utratę przez nie zdolności kiełkowania. Pędy nadziemne zwykle w drugiej połowie czerwca już są niezauważalne. Kłącze rośnie do około połowy maja.
Kiełkowanie następuje wiosną. Hipokotyl siewki ma zwykle ok. 1,5 cm długości (bywa jednak zmienny i osiąga od 0,5 do 2,5 cm długości) i jest nagi. Liścienie osadzone są na ogonkach długości 8–10 mm, są jajowate, o zaokrąglonej nasadzie i wierzchołku i długości ok. 8 mm. Epikotylu brak. Z jednego z pąków w kącie liścieni wyrasta białe kłącze. Rozwijają się także dwa naprzeciwległe liście młodociane, szerokojajowate, trójklapowe, o szerokości ok. 7 mm.
GenetykaLiczba chromosomów 2n = zwykle 36, ale rejestrowano także z Europy, Ameryki Północnej i Syberii 2n = 18, 54, z Japonii 2n = 45, 54, 56. W Japonii i we Włoszech (północna Kalabria) opisano triploidy 2n = 54 odpowiednio jako A. moschatellina var. japonica i A. moschatellina subsp. cescae Peruzzi et N. G. Passal., 2004. Oba taksony triploidalne, mimo izolacji geograficznej, są morfologicznie takie same (homologiczne). Od formy typowej odróżniają się bardziej zaostrzonymi klapami liści, większymi aparatami szparkowymi i większymi ziarnami pyłku. Jako osobny gatunek opisano Adoxa orientalis Nepomn. z Dalekiego Wschodu, będącego heksaploidem A. moschatellina (2n = 108). Rośliny poliploidalne bardzo rzadko zawiązują owoce i rozmnażają się wegetatywnie.

## Ekologia

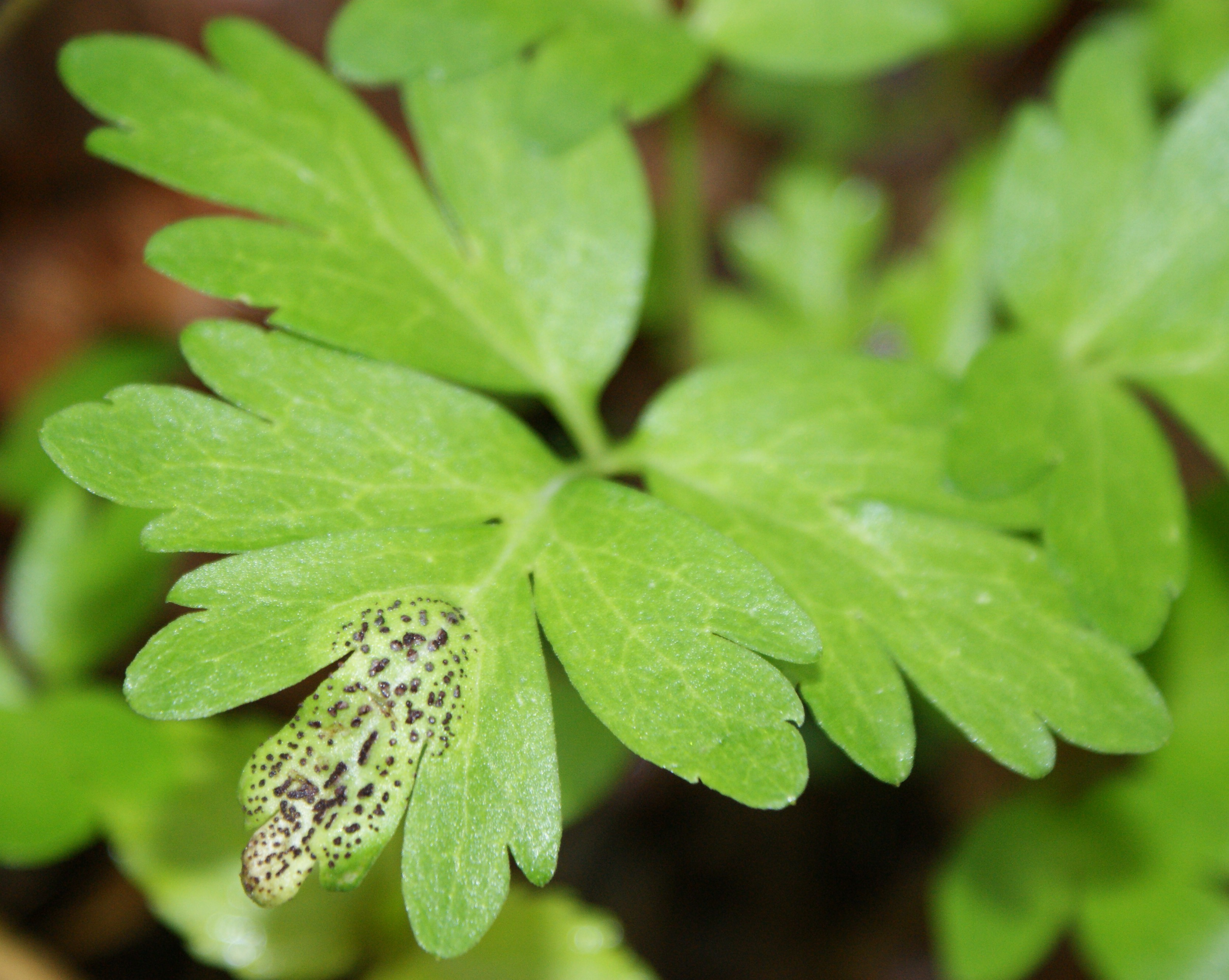
Liść piżmaczka porażony Puccinia adoxae

SiedliskoPiżmaczek wiosenny występuje w cienistych lasach i zaroślach, na skrajach lasów i na łąkach, w zaroślach, w górach w miejscach cienistych i skalistych, w tym w szczelinach skał, sięgając do 4000 m n.p.m. (w Polsce do 1940 m n.p.m. w Tatrach). W południowej części zasięgu gatunek związany jest wyłącznie z obszarami górskimi. Rośnie na glebach żyznych, próchnicznych i umiarkowanie wilgotnych. W klasyfikacji zbiorowisk roślinnych Europy Środkowej gatunek charakterystyczny dla rzędu Fagetalia (lasy łęgowe, grądy i buczyny). Obecność piżmaczka (wraz z innymi geofitami wiosennymi) wyróżnia łęg jesionowo-wiązowy Ficario-Ulmetum minoris od łęgu olszowego gwiazdnicowego Stellario nemorum-Alnetum glutinosae. W całym swym zasięgu rejestrowany jest w bardzo różnych lasach i zaroślach, także takich z drzewostanami mieszanymi i iglastymi. Gatunek ten bywa uznawany za wskaźnik trwałych lasów (o długiej historii istnienia na danym obszarze), ale też rejestrowany jest w lasach wtórnych, a nawet zaliczany bywa do gatunków o dużych zdolnościach kolonizacyjnych.
Korelacje międzygatunkoweNa piżmaczku wiosennym pasożytują grzyby Ramularia adoxae i Septoria adoxae, powodujące plamistość liści, oraz trzy gatunki grzybów z rodzaju Puccinia (P. adoxae, P. albescens, P. argentata), wywołujące chorobę zwaną rdzą. Z piżmaczkiem związany jest także przedstawiciel głowniowców – Melanotaenium adoxae. Na pędach żerują larwy pluskwiaka Paracharactus gracilicornis oraz pilarzowate Dicrostema gracilicornis i Sciapteryx consobrina.
Na korzeniach nie zarejestrowano mikoryzy.

## Nazewnictwo
Naukowa nazwa rodzajowa utworzona została przez Karola Linneusza z greckiego ádoxos co tłumaczone jest jako „lichy, marny, niepozorny”, „nie mający znaczenia”, „bezużyteczny”. Przy czym nazwa ta wybrana miała zostać przez Linneusza ze względu na zmienną (tym samym niemającą znaczenia diagnostycznego) liczbę płatków w kwiatach piżmaczka. Polska nazwa rodzajowa i naukowa nazwa gatunkowa (łac. moschátus – piżmowy) pochodzi od charakterystycznego zapachu piżma wydzielanego przez roślinę. Polska nazwa zwyczajowa „piżmaczek wiosenny” utrwalona jest od początku XX wieku. W XIX wieku i na początku XX wieku używano poza tym nazw: „piżmaczek właściwy”, „piżemko”, „piżmowe ziele muszkatowe”, „piżmaczek wonny”.

## Zagrożenia
Gatunek nie jest ujęty na czerwonej liście publikowanej przez Międzynarodową Unię Ochrony Przyrody (IUCN). Regionalnie na krańcach swego zasięgu bywa rzadki i na takich obszarach ma status gatunku zagrożonego – tak jest np. w trzech stanach USA (Illinois, Nowy Jork, Wisconsin).

## Zastosowanie
Gatunek bez znaczenia użytkowego (Adoxa – „bezużyteczny”). Według niektórych źródeł lokalnie bywa uprawiany w parkach i ogrodach, skąd łatwo dziczeje. Dawniej kłącza używano zewnętrznie do leczenia ran. Być może mięsiste owoce były jadane – Krzysztof Kluk opisuje je jako ostre i kwaskowate w smaku w czasie dojrzewania, ale o zapachu i smaku poziomek po dojrzeniu. 